# TrueCAD
TrueCAD – ekonomiczna wersja oprogramowania CAD, której producentem jest firma ActCAD LLC USA, należąca do Konsorcjum ITC (IntelliCAD Technology Consortium). TrueCAD jest oprogramowaniem komercyjnym służącym do komputerowego wspomagania projektowania rozwijaną przez ActCAD LLC USA.
Oprogramowanie TrueCAD przeznaczone jest do pracy w środowisku Microsoft Windows. TrueCAD wywodzi się z linii oprogramowania ActCAD Standard, i tak jak ona została okrojona z niektórych dodatków firm zewnętrznych oraz uniemożliwia edycję brył ACIS.
Ostatnią wersją oprogramowania z linii Standard był ActCAD 2019 Standard zastąpiony przez nowy produkt TrueCAD 2019 Premium.
W zamiarze producenta było stworzenie nowej ekonomicznej marki w postaci produktu TrueCAD, niezależnej od produktu z segmentu premium oprogramowania ActCAD.
Tak jak inne produkty ActCAD LLC USA oprogramowanie TrueCAD służy do otwierania, przeglądania, edycji i tworzenia od podstaw oraz drukowania plików DWG i DXF a także DNG; jest również kompatybilne z większością wersji plików .dwg i .dxf stworzonych przy pomocy oprogramowania AutoCAD.
W TrueCAD oprócz silnika IntelliCAD wykorzystywane są również narzędzia programistyczne ACIS (3DS) oraz biblioteki Open Design Alliance (ODA).
TrueCAD jako oprogramowanie oparte na bazie tych samych rozwiązań IntelliCAD Technology Consortium co ActCAD, posiada otwartą architekturę, umożliwiającą tworzenie i dostosowanie własnych modułów rozszerzeń przez innych producentów oprogramowania. Wraz z TrueCAD dostępnych jest 15 wersji językowych, m.in. jest dostępne również w języku angielskim, chińskim (w piśmie uproszczonym i tradycyjnym), czeskim, francuskim, hiszpańskim, holenderskim, japońskim, koreańskim, niemieckim, portugalskim, rosyjskim, serbskim, tureckim, włoskim oraz języku polskim.
TrueCAD wykorzystywany jest w dziedzinach technicznych i inżynierskich m.in. przez architektów, konstruktorów, projektantów różnych branż tj.: elektroników, hydraulików wod.-kan., mechaników, klimatyzacji czy geodetów. Wpływać może na to fakt istnienia sporej ilość specjalistycznych „nakładek” działających z produktami opartymi na rozwiązaniach IntelliCAD-a, których przenoszenie pomiędzy różnymi produktami członków Konsorcjum IntelliCADa jest w miarę proste.
Aplikacja TrueCAD dostarczana jest z dodatkowymi aplikacjami, bibliotekami i usługami firm zewnętrznych.
W pierwszej swojej wersji TrueCAD wystartował z  technologią IntelliCAD Engine od wersji silnika IntelliCAD 8.4A. W wersji TrueCAD 2019 wprowadzone były kolejno silniki w wersjach IntelliCAD 8.4A i 8.4B.  Z kolei TrueCAD 2020 Premium wykorzystywał jądro silnika w wersjach IntelliCAD 9.1 oraz IntelliCAD 9.2. Wykorzystywaną w TrueCAD 2020 wersją silnika IntelliCAD jest wydana w lipcu 2019 wersja IntelliCAD 9.2. TrueCAD 2020 otrzymał aktualizację do niej w dniu 17 października 2020.
Najnowsza wersja silnika IntelliCAD 10.1A została wykorzystana w TrueCAD 2022.  TrueCAD oparty na silniku IntelliCAD 10.1a został wprowadzony w dniu 14 grudnia 2021. 
TrueCAD 2022 Premium jest wersją, która w przeciwieństwie do wersji TrueCAD wydawanych w latach poprzednich  została okrojona względem ActCAD 2022 Standard, nie posiada na wyposażeniu np. konwertera pdf do dxf.
Tak jak inne produkty ActCAD, TrueCAD wykorzystuje technologię akceleracji sprzętowej grafiki OpenGL.
W chwili obecnej nie posiada obsługi akceleracji sprzętowej DirectX.
Ze względów licencyjnych oprogramowanie TrueCAD dostępne jest w niezależnym kanale dystrybucji niż oprogramowanie ActCAD.

## Dostępne nakładki
Oprogramowanie TrueCAD współpracuje między innymi z nakładkami branżowym firm: nakładkami CADprofi, nakładkami geodezyjnymi firmy CubicOrb(dawniej Geox) czy nakładkami geodezyjnymi TojoCAD.

## Wersje oprogramowania
- TrueCAD 2019 Premium  – oparty na silniku IntelliCAD 8.4B dostępny na systemy Windows Vista/7/8/8.1/10 w wersji 32/64bit
- TrueCAD 2020 Premium  – oparty na silniku IntelliCAD 9.1 dostępny na systemy Windows Vista/7/8/8.1/10 w wersji 32/64bit
- TrueCAD 2020 Premium  – oparty na silniku IntelliCAD 9.2 dostępny na systemy Windows Vista/7/8/8.1/10 w wersji 32/64bit
- TrueCAD 2022 Premium  – oparty na silniku IntelliCAD 10.1A  dostępny na systemy Windows 7/8/8.1/10 w wersji  64bit

## Obsługiwane platformy
System operacyjny:
Microsoft Windows Vista (32-bitowy i 64-bitowy)
Microsoft Windows 7 (32-bitowy i 64-bitowy)
Microsoft Windows 8 / 8.1 (32-bitowy i 64-bitowy)
Microsoft Windows 10 (32-bitowy i 64-bitowy)
Procesor:
Minimum: 2 GHz Dual core lub nowszy
Zalecane: co najmniej 3 GHz i3 lub nowszy
Pamięć RAM:
Minimum: co najmniej 2 GB
Zalecane: 4 GB
Możliwe jest uruchomienie programu na emulatorach, takich jak Microsoft Virtual PC, VirtualBox lub Wine